# Чумай
Чумай (на молдовски: Ciumai) е село, разположено в Тараклийски район, Молдова.

## География
Селото е разположено в историко-географската област Буджак. През него от север на юг преминава река Ялпуг.

## Население
Населението на селото през 2004 година е 1068 души, от тях:
- 326 – украинци (30,52 %)
- 321 – гагаузи (30,05 %) – тюркоезични българи
- 170 – молдовци (15,91 %)
- 131 – българи (12,26 %)
- 107 – руснаци (10,01 %)
- 13 – други националности или неопределени (1,21 %)